# Laephotis namibensis
Laephotis namibensis är en fladdermusart som beskrevs av Henry W. Setzer 1971. Laephotis namibensis ingår i släktet Laephotis och familjen läderlappar. Inga underarter finns listade i Catalogue of Life.

## Utseende
För holotypen registrerades en kroppslängd av 10,6 cm (med svans), en svanslängd av 4,7 cm och 0,8 cm långa bakfötter. Underarmarna var 3,8 cm långa och öronen var 2,5 cm stora. Håren som bildar ovansidans päls är svarta nära roten, bruna i mitten och vita vid spetsen vad som ger en brunaktig päls. Undersidans päls är likaså brunaktig men betydlig ljusare. Laephotis namibensis har ett stort kranium och raderna av överkäkens kindtänder är nästan parallella. Jämförd med andra släktmedlemmar i samma region är arten ljusare. Typisk är bruna vingar med violetta nyanser, mörkbruna öron och en näsa utan påfallande hudflikar. Artens tandformel är I 2/3, C 1/1, P 1/2, M 3/3, alltså 32 tänder i tanduppsättningen. De övre premolarerna är sptsiga och längre än molarerna. För att skilja arten från Laephotis wintoni behövs genetiska undersökningar.

## Utbredning och ekologi
Denna fladdermus förekommer med två från varandra skilda populationer i södra Afrika, en i västra Namibia och den andra i västra Sydafrika. Habitatet utgörs av öknar och torra savanner. Där hittas arten främst vid oaser eller brunnar. En individ hittades vilande i en bergsspricka.
Laephotis namibensis flyger med flera riktningsändringar och den jagar skalbaggar, fjärilar och kanske andra insekter. Lätet som används för ekolokaliseringen är ungefär 2,5 millisekunder lång och det består av två melodier. Den högsta intensiteten uppnås vid cirka 22 kHz. En upphittad hona var i november dräktig och en annan hona hade i januari nästan aktiva spenar.

## Hot
För beståndet är inga hot kända. Denna fladdermus registreras sällan men hela populationen bedöms som stabil. IUCN kategoriserar arten globalt som livskraftig.